# Lövestad
Lövestad – miejscowość (tätort) w południowej Szwecji, w regionie administracyjnym (län) Skania (gmina Sjöbo).
Miejscowość położona jest w południowo-wschodniej części prowincji historycznej (landskap) Skania, ok. 30 km na północ od Ystad.
Lövestad rozwinęło się w 2 połowie XIX wieku jako osada kolejowa przy oddanej do użytku w 1865/1866 linii Ystad – Eslöv (YEJ; Ystad – Eslövs Järnväg). W 1981 zamknięto dla ruchu pasażerskiego odcinek Eslöv – Tomelilla. W 1984 linia na odcinku Eslöv – Tomelilla została rozebrana.
W 1936 miejscowość otrzymała status municipalsamhälle w ramach gminy wiejskiej Lövestad (Lövestads landkommun). Od 1952 Lövestad był siedzibą władz gminy wiejskiej Östra Färs (Östra Färs landskommun), włączonej w 1974 do gminy Sjöbo.
W 2010 Lövestad liczył 643 mieszkańców.